# 丸の内 (甲府市)
丸の内（まるのうち）は、山梨県甲府市の地名。現行行政町名は丸の内一丁目から丸の内三丁目。住居表示実施済み区域。郵便番号は400-0031。

## 概要
北側にある甲府駅から南側へ平和通りが通っており、通りの北東側に一丁目、北西側が二丁目、南西側が三丁目となっている。
一丁目には、甲府城や甲府駅をはじめ山梨県庁や甲府市役所などの庁舎をはじめ岡島百貨店や山交百貨店などの大型店舗を中心とした商店街、山梨中央銀行やみずほ銀行甲府支店などの金融機関、また、いくつかのビジネスホテルがあるなど、平和通りから東西に通る城東通りを挟んで南側に位置する中央一丁目と並び名実共に甲府市の中心部となっている。
二丁目には、平和通り沿いに甲府信用金庫本店をはじめとするオフィスビルが建ち並んでおり、路地裏に山梨県立図書館を中心にマンションが建ち並んでいる。三丁目には、東に隣接する中央地区や南に隣接する相生地区とあわせて保険会社のビルが建ち並び、路地裏は二丁目同様住宅地である。

### オリオンスクエア

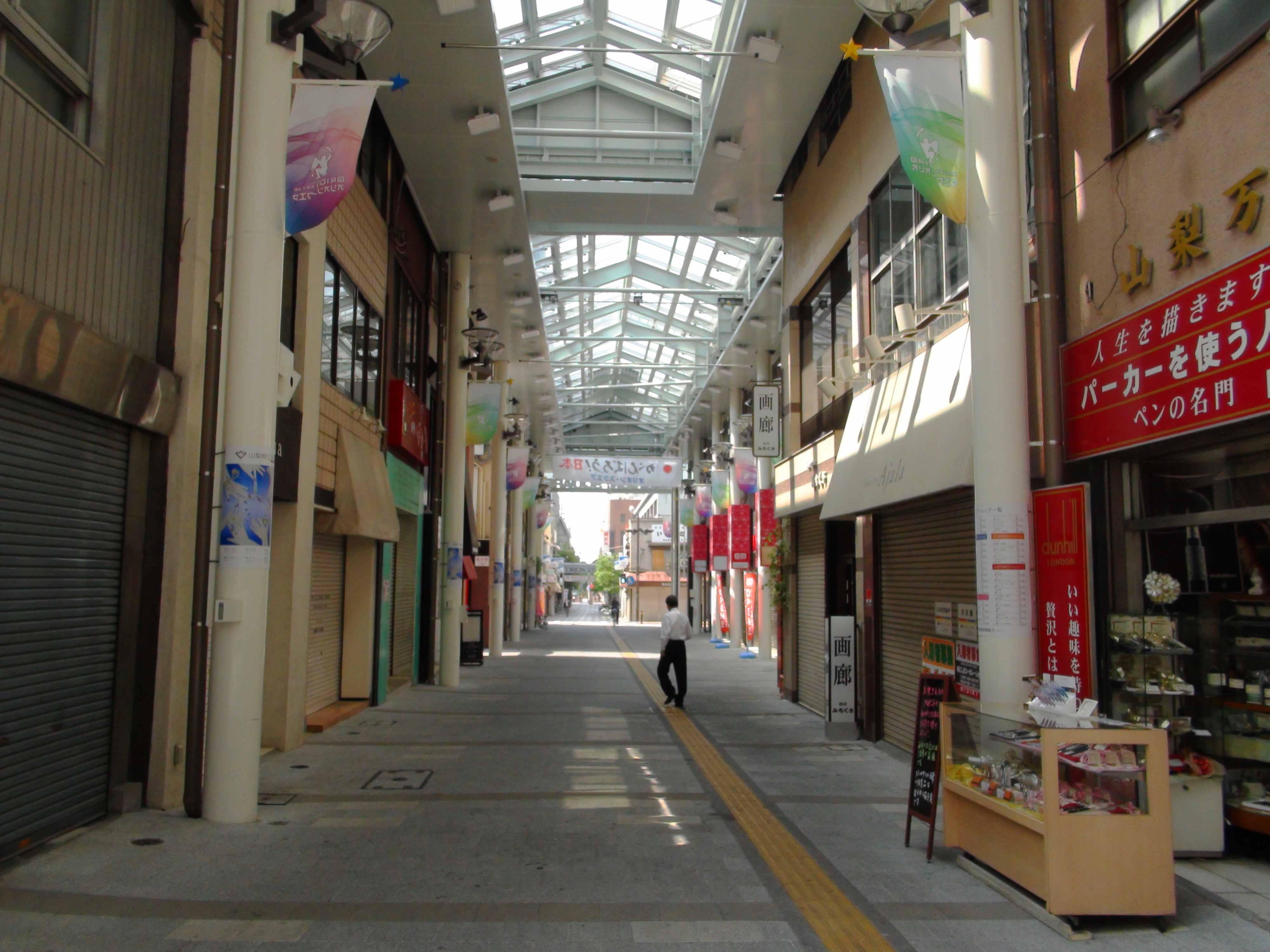
オリオン通り

オリオンスクエアは東京電力パワーグリッド山梨総支社から岡島百貨店と山梨中央銀行本店の間まで南北100メートルにわたり伸びる商店街である。
元々は、甲府地方検察庁の検事正宿舎があったところで戦後に商店街オリオン通り（オリオンどおり）として開発された。1956年（昭和31年）に葦張りのアーケードが完成、1961年（昭和36年）にアーチ状の鉄骨造のものを経て2010年（平成22年）に現在のガラス張りのものに架け替えられ、併せて現在の名前に改称された。このアーケードは通り全体を覆っており、雨に濡れずに往来することができる。スーパーマーケットの「オギノ」と洋菓子チェーンの「シャトレーゼ」の発祥の地でもあり、「オギノ」はパセオとして2007年（平成19年）まで営業を続ていた。跡地は複合ビルココリが建っている。「シャトレーゼ」は合併などにより同所を離れていたが、2009年（平成21年）10月にレストランを併設した直営店を開業していた（2014年に再撤退）。

## 歴史
- 1593年（文禄2年）‐ 浅野長政、浅野幸長らにより甲府城築城。
- 1873年（明治6年）‐ 甲府城廃城。
- 1903年（明治36年）‐ 中央本線続伸により甲府駅開業。
- 1930年（昭和5年）‐ 山梨県庁舎が一丁目（現在地）に移転。
- 1932年（昭和7年）‐ 山梨交通電車線が甲府駅前から増穂町（現在の南巨摩郡富士川町）まで開通。
- 1938年（昭和13年）‐ 岡島百貨店開業。
- 1945年（昭和20年）‐ 甲府空襲により甲府市役所が一丁目（現在地）に移転。
- 1962年（昭和37年）‐ 山梨交通電車線廃止。
- 1965年（昭和40年）‐ 山交百貨店が中央地区から移転開業。
- 1964年（昭和39年）‐ 住居表示の実施により、それまでの紅梅町、錦町から現地名に変更。
- 1985年（昭和60年）‐ かいじ国体に併せ甲府駅舎などが整備される。
- 1998年（平成10年）‐ 甲府西武閉店。
- 2010年（平成22年）‐ ココリ竣工。
- 2013年（平成25年）‐ 甲府市役所改築。
- 2017年（平成29年）‐ 甲府駅バスターミナルの改修が完了。
- 2019年（令和元年）‐ 山交百貨店閉店。

## 世帯数と人口
2018年（平成30年）8月31日現在の世帯数と人口は以下の通りである。
| 丁目        | 世帯数    | 人口    |
| ----------- | --------- | ------- |
| 丸の内1丁目 | 397世帯   | 717人   |
| 丸の内2丁目 | 646世帯   | 1,051人 |
| 丸の内3丁目 | 520世帯   | 1,011人 |
| 計          | 1,563世帯 | 2,779人 |

## 小・中学校の学区
市立小・中学校に通う場合、学区は以下の通りとなる。
| 丁目        | 番・番地等 | 小学校             | 中学校           |
| ----------- | ---------- | ------------------ | ---------------- |
| 丸の内1丁目 | 全域       | 甲府市立舞鶴小学校 | 甲府市立西中学校 |
| 丸の内2丁目 | 全域       | 甲府市立舞鶴小学校 | 甲府市立西中学校 |
| 丸の内3丁目 | 全域       | 甲府市立舞鶴小学校 | 甲府市立西中学校 |

## 施設·建物

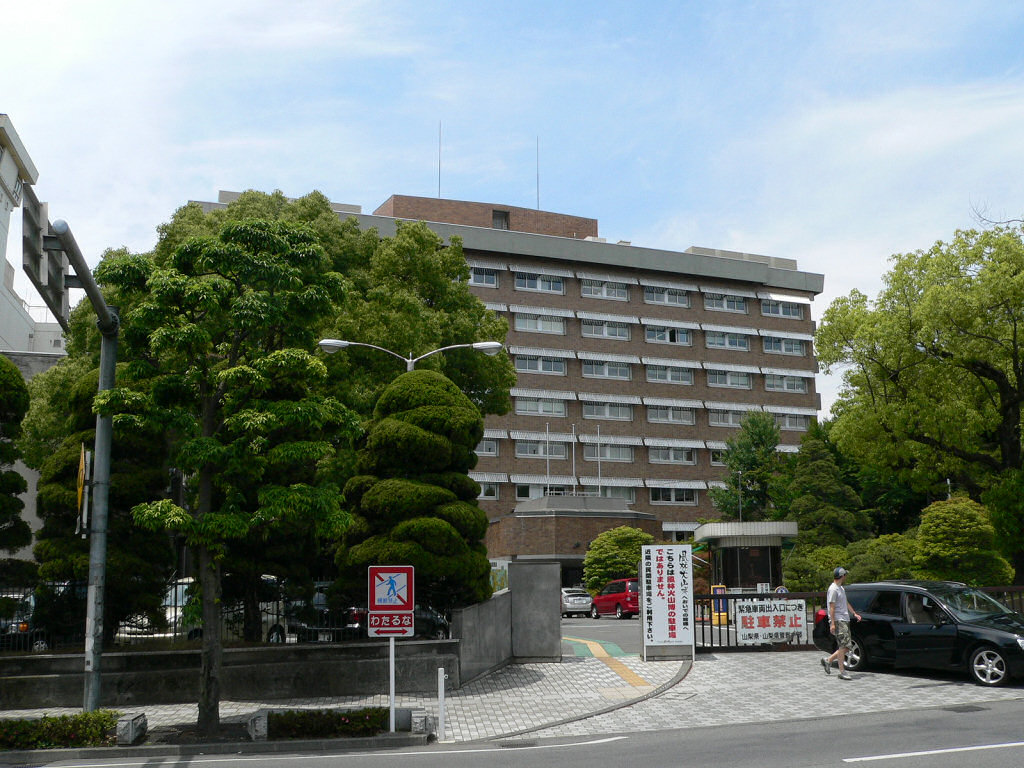
山梨県庁舎本館
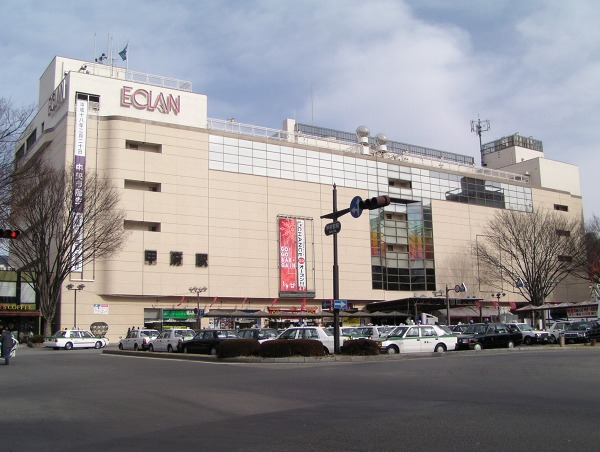
甲府駅ビルエクラン
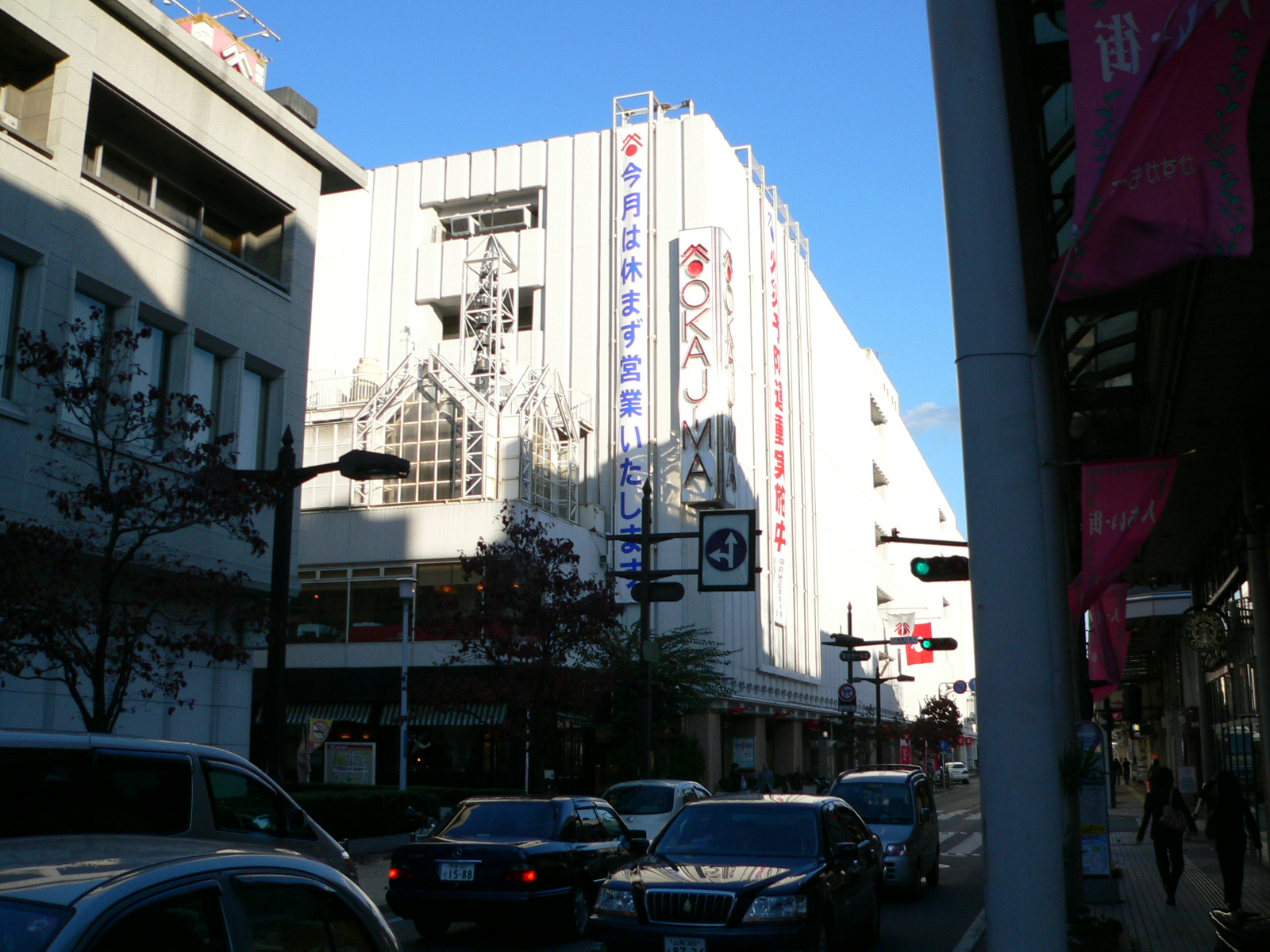
岡島百貨店
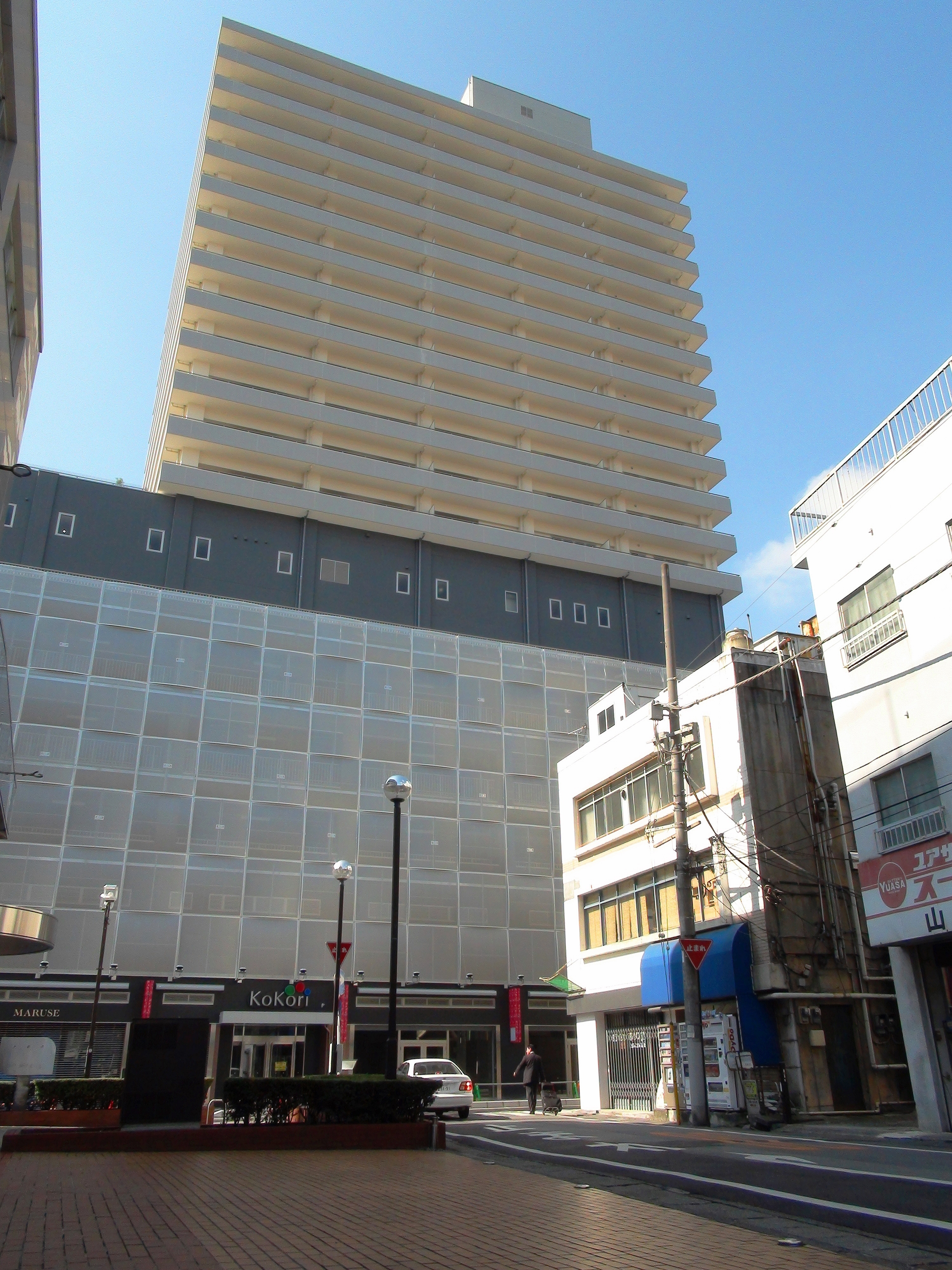
ココリ

### 丸の内一丁目
- 甲府城
- 甲府駅（セレオ甲府、甲府駅バスターミナルなど）
- 山梨県庁
- 甲府市役所
- 山梨県警察本部
- 岡島百貨店
- ココリ
- 山梨中央銀行本店
- みずほ銀行甲府支店
- 山梨県民会館
- 山梨労働局
- 甲府税務署
- 東横イン甲府駅南口Ⅰ
- 甲府地区広域行政事務組合中央消防署
- 甲府地方合同庁舎

### 丸の内二丁目

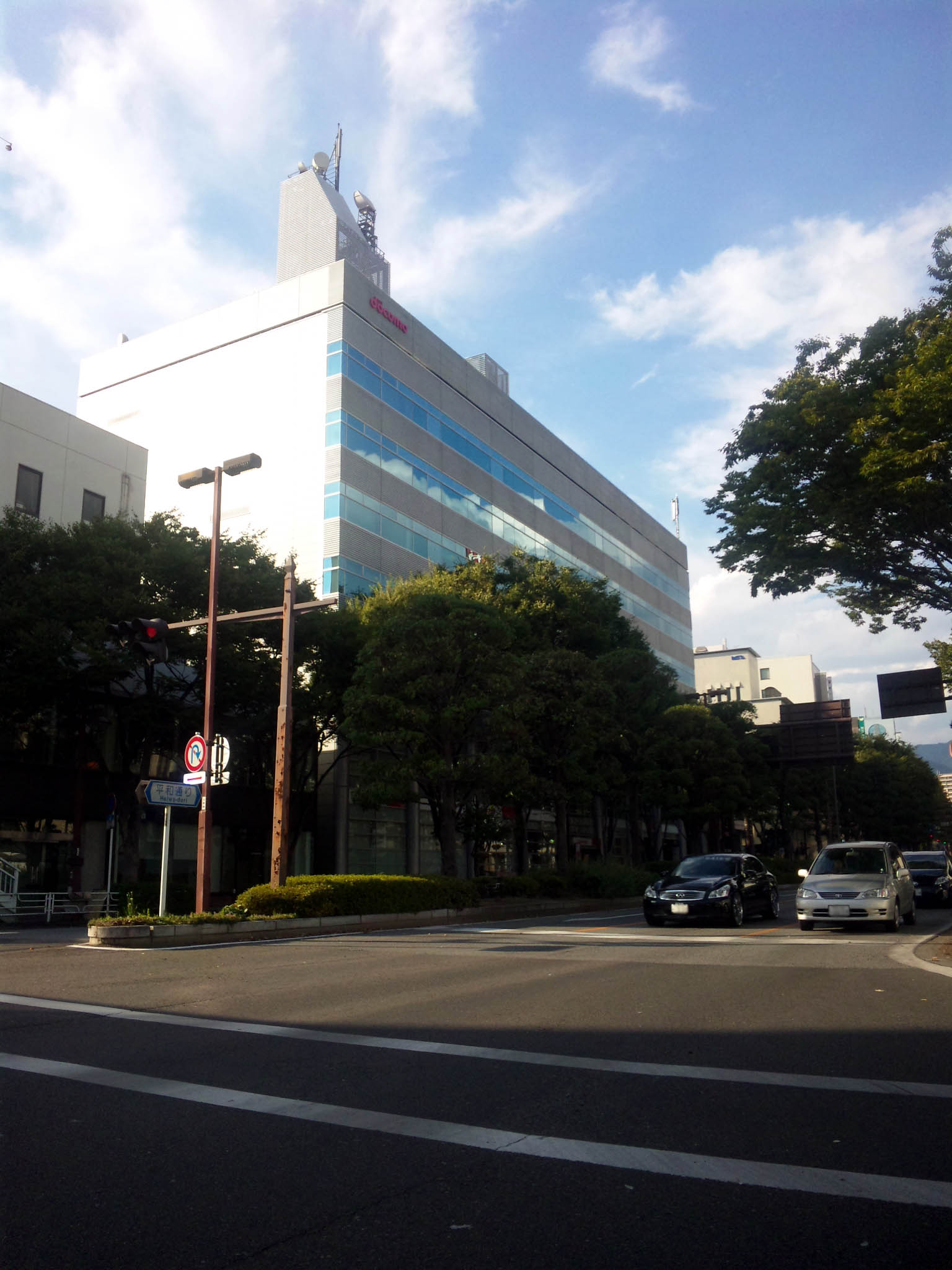
甲府警察署前付近
正面はドコモ甲府丸の内ビル

- 甲府教会
- 甲府市立舞鶴小学校
- 甲府信用金庫本店
- 三井住友銀行甲府支店
- りそな銀行甲府支店
- 甲府駅前郵便局
- 東横イン甲府駅南口Ⅱ
- 大原学園甲府校

### 丸の内三丁目
- 山梨農政事務所
- NTTドコモ甲府丸の内ビル
- ニッセイ甲府ビル
- ジブラルタ生命保険甲府ビル